# Presidentes da Associação Geral da Igreja Adventista do Sétimo Dia

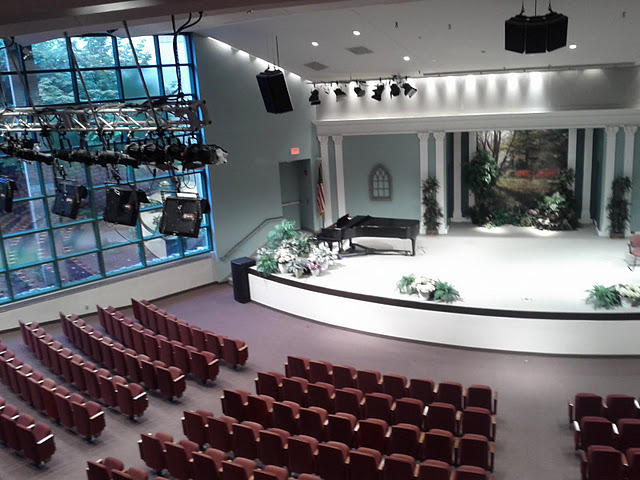
Auditório da sede da Conferência Geral da Igreja Adventista do Sétimo Dia

O Presidente da Associação Geral, tem a função de dirigir os trabalhos do corpo administrativo da Igreja Adventista do Sétimo Dia. Este representante é escolhido a cada cinco anos em uma reunião com representantes de igrejas de todos os continentes, chamada de Conferência Geral. O escritório da presidência está dentro da sede da Associação Geral, localizada em Silver Spring, Maryland. Desde julho de 2025, o presidente é o Pastor Erton Köhler.

O Manual da Igreja Adventista do Sétimo Dia em seu capítulo 35 dispõe sobre o papel do presidente, no qual traz a seguinte definição: 
"O presidente da Associação deve ser um pastor ordenado com experiência e boa reputação. Ele está à frente do ministério evangélico na Associação e é o primeiro ancião, ou supervisor, de todas as igrejas. Trabalha pelo bem-estar espiritual das igrejas e aconselha-las a respeito das suas atividades e planos...”
Tradicionalmente, o posto foi ocupado por americanos. Dos vinte presidentes, dezesseis nasceram nos Estados Unidos, um nasceu em Porto Rico filho de missionários americanos, um nasceu na Austrália e dois nasceram na Noruega, dos quais um emigrou para a América aos cinco anos de idade, O atual presidente, Erton Köhler, é brasileiro e o primeiro Sul americano e lusófono a assumir o cargo.

## Presidentes (1863 - 2025)
| No. | Presidente | Presidente                                                        | Início do Mandato   | Fim do Mandato      | Duração          |
| --- | ---------- | ----------------------------------------------------------------- | ------------------- | ------------------- | ---------------- |
| 1   |            | John Byington (1798 – 1887)                                       | 20 de Março de 1863 | 17 de Maio de 1865  | 2 anos e 2 meses |
| 2   |            | James Springer White (4 de Agosto de 1821 - 6 de Agosto de 1881)  | 17 de Maio de 1865  | 14 de Maio de 1867  | 2 anos           |
| 3   |            | John Nevins Andrews (22 de Julho de 1829 – 21 de Outubro de 1883) | 1867                | 1869                | 2 anos           |
| 4   |            | James Springer White (4 Agosto 1821 - 6 Agosto 1881)              | 1869                | 1871                | 2 Anos           |
| 5   |            | George Ide Butler (1834 – 1918)                                   | 1871                | 1874                | 3 Anos           |
| 6   |            | James Springer White (4 Agosto 1821 - 6 Agosto 1881)              | 1874                | 1880                | 6 Anos           |
| 7   |            | George Ide Butler (1834 – 1918)                                   | 1880                | 1888                | 8 Anos           |
| 8   |            | Ole Andres Olsen (28 Julho 1845 – 29 Janeiro 1915)                | 1888                | 1897                | 9 Anos           |
| 9   |            | George A. Irwin (17 Novembro 1844 – 23 Maio 1913)                 | 1897                | 1901                | 4 Anos           |
| 10  |            | Arthur Grosvenor Daniells (28 Setembro 1858 – 18 Abril 1935)      | 1901                | 1922                | 21 Anos          |
| 11  |            | William Ambrose Spicer (1865 – 1952)                              | 1922                | 1930                | 8 Anos           |
| 12  |            | Charles H. Watson (8 Outubro 1877 – 24 Dezembro 1962)             | 1930                | 1936                | 6 Anos           |
| 13  |            | James Lamar McElhany (3 Janeiro 1880 – 25 Junho 1959)             | 1936                | 1950                | 14 Anos          |
| 14  |            | William Henry Branson (1887 – 1961)                               | 1950                | 1954                | 4 Anos           |
| 15  |            | Reuben Richard Figuhr (20 Outubro 1896 - 28 Outubro 1983 )        | 1954                | 1966                | 12 Anos          |
| 16  |            | Robert H. Pierson (1911 – 1989)                                   | 1966                | 1979                | 13 Anos          |
| 17  |            | Neal C. Wilson (5 Julho 1920 - 14 Dezembro 2010)                  | 3 Janeiro 1979      | 6 Julho 1990        | 11 Anos 6 meses  |
| 18  |            | Robert S. Folkenberg (1 Janeiro 1941 - 24 Dezembro 2015)          | 6 Julho 1990        | 1 Março 1999        | 8 Anos 8 meses   |
| 19  |            | Jan Paulsen (5 Janeiro 1935 - )                                   | 1 Março 1999        | 23 Junho 2010       | 11 Anos, 3 Meses |
| 20  |            | Ted N. C. Wilson ( 10 de maio de 1950 - )                         | 23 Junho 2010       | 4 Julho 2025        | 15 Anos, 11 Dias |
| 21  |            | Erton C. Köhler ( 26 de junho de 1968 - )                         | 4 Julho 2025        | Atualmente no cargo |                  |